# Каллош, Эдуард
Эдуард Калло́ш (венг. Kallós Eduard, также Эде Калло́ш (Kallós Ede); 22 февраля 1866, Ходмезёвашархей — 11 марта 1950, Будапешт) — венгерский скульптор еврейского происхождения.

## Биография
Эдуард Каллош учился в будапештской ремесленной школе, затем поступил в Парижскую академию, где три года обучался у Анри Мишеля Шапю. Впервые работы Каллоша демонстрировались также в Париже — женский бюст на Парижском салоне. В 1891 году Каллош вернулся на родину, где создал в последующие годы создал многочисленные портретные бюсты и ряд памятников и надгробий, в частности композитора Ференца Эркеля, поэта Ференца Кёльчеи и короля Иштвана I. Вместе с Эдуардом Тельчем создал памятник Михаю Вёрёшмарти на одноимённой площади в центре Будапешта. Каллош подготовил скульптурное убранство дворца культуры в современном румынском Тыргу-Муреше, а также два памятника тысячелетию обретения родины и статую Давида в полный рост.